# Norangsfjorden
Norangsfjorden er en fjordarm af Hjørundfjorden i Ørsta kommune på Sunnmøre i Møre og Romsdal fylke i Norge. Den er 6,5 km lang og største dybde er 296 m.
Fjorden har indløb mellem Lekneset i nord og Stålbergneset i syd og går først nordøstover før den drejer sydøstover. Ved fjorden ligger de to bygder Urkebygda på nordsiden af fjorden og Øyelandet ved fjordbunden.
Riksvej 655 går på øst- og nordsiden af fjorden.
62°12′N 6°34′Ø / 62.200°N 6.567°Ø